# 정 희공
정 희공(鄭 僖公, ? ~ 기원전 566년)은 춘추 시대 정나라의 임금이다. 휘는 곤완(髡頑) 또는 운(惲)이다.

## 사적
기원전 581년 4월, 공자 수(繻)가 시해된 후 신료들에 의해 임시로 추대되었다. 이후 아버지 성공(成公)이 진(晉)나라에서 귀국하여 복위하였다.
정 성공 14년(기원전 571년) 7월 경신일에 성공이 죽자 뒤를 이어 정나라 임금이 되었다. 이때 자한이 임금을 대리하고, 자사가 정경이 되고 자국이 사마가 되었는데, 진나라가 정나라를 공격하자 정나라 대부들은 진나라에 복종하고자 했으나 자사는 아직 상이 끝나지 않은 성공의 유지를 받들어 거부했다. 겨울에 정나라의 호뢰 땅에 진나라 측 연합군이 성을 쌓자 결국 진나라와 화친했다. 이듬해(희공 원년, 기원전 570년)에는 진나라의 주도로 행해진 회맹에 참여했다.
정 희공 3년(기원전 568년), 공자 발을 노나라에 보내 즉위를 통보하였다.
희공은 태자로 있을 때에 자한과 자풍에게 무례히 대한 적이 있었다. 이 때문에 희공 원년에 희공이 진나라에 조현하러 갔을 때 자풍에게 고소를 당할 뻔했다. 정 희공 5년(기원전 566년)에는 재상 자사와 대립하여, 결국 자사에게 암살당했다. 자한과 자풍과 자사는 모두 희공의 작은할아버지로 정 목공의 아들들이다.